# Hexaplex trunculus
Rocher fascié
Espèce
Hexaplex trunculus (ou Hexaplex (Trunculariopsis) trunculus), le rocher fascié, est une espèce de mollusques gastéropodes de la famille des Muricidae.
Ce coquillage sécrète un mucus qui permet d'obtenir la  pourpre améthyste, une teinture bleu violacé.

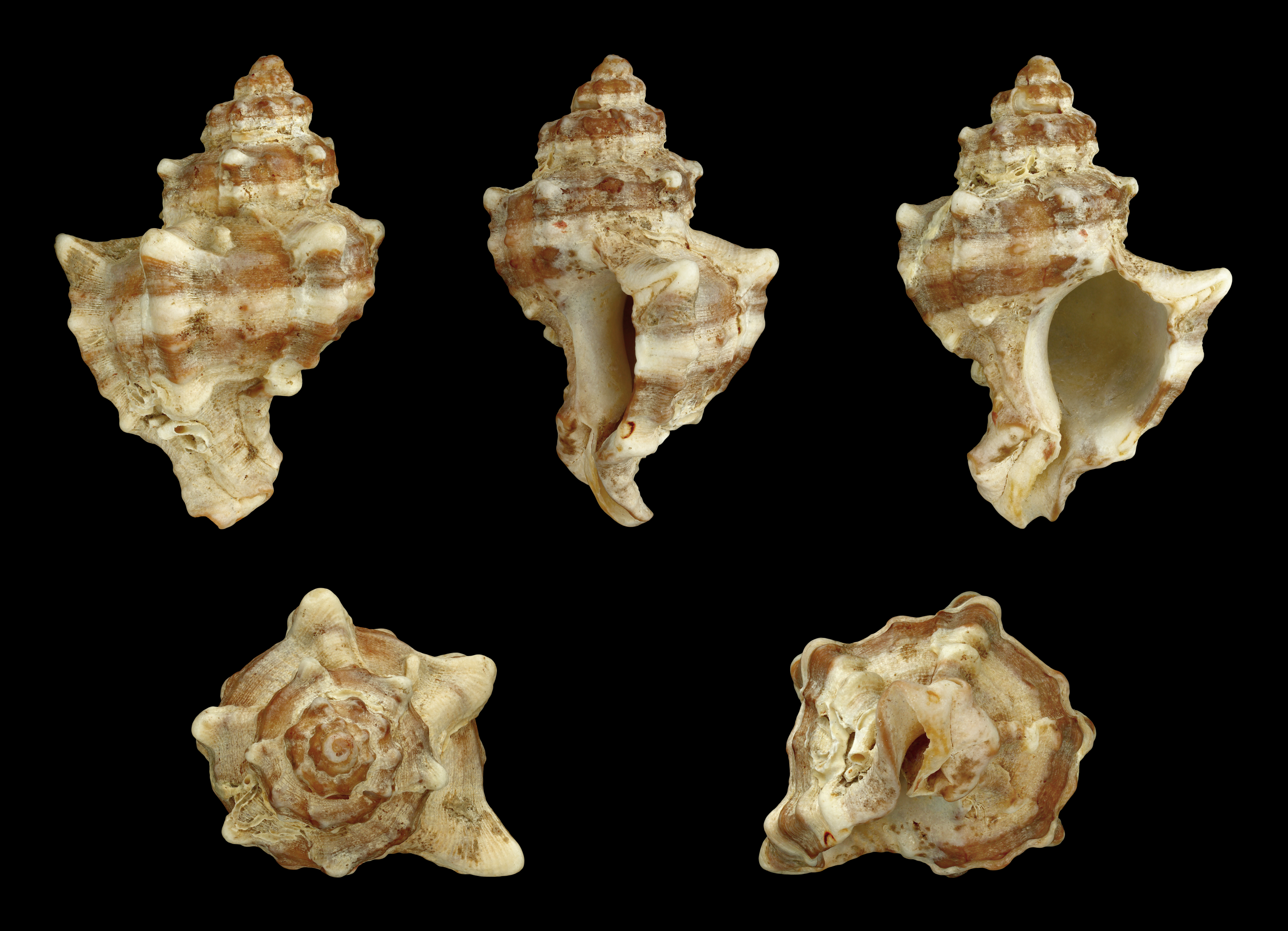
Coquille d’Hexaplex trunculus.
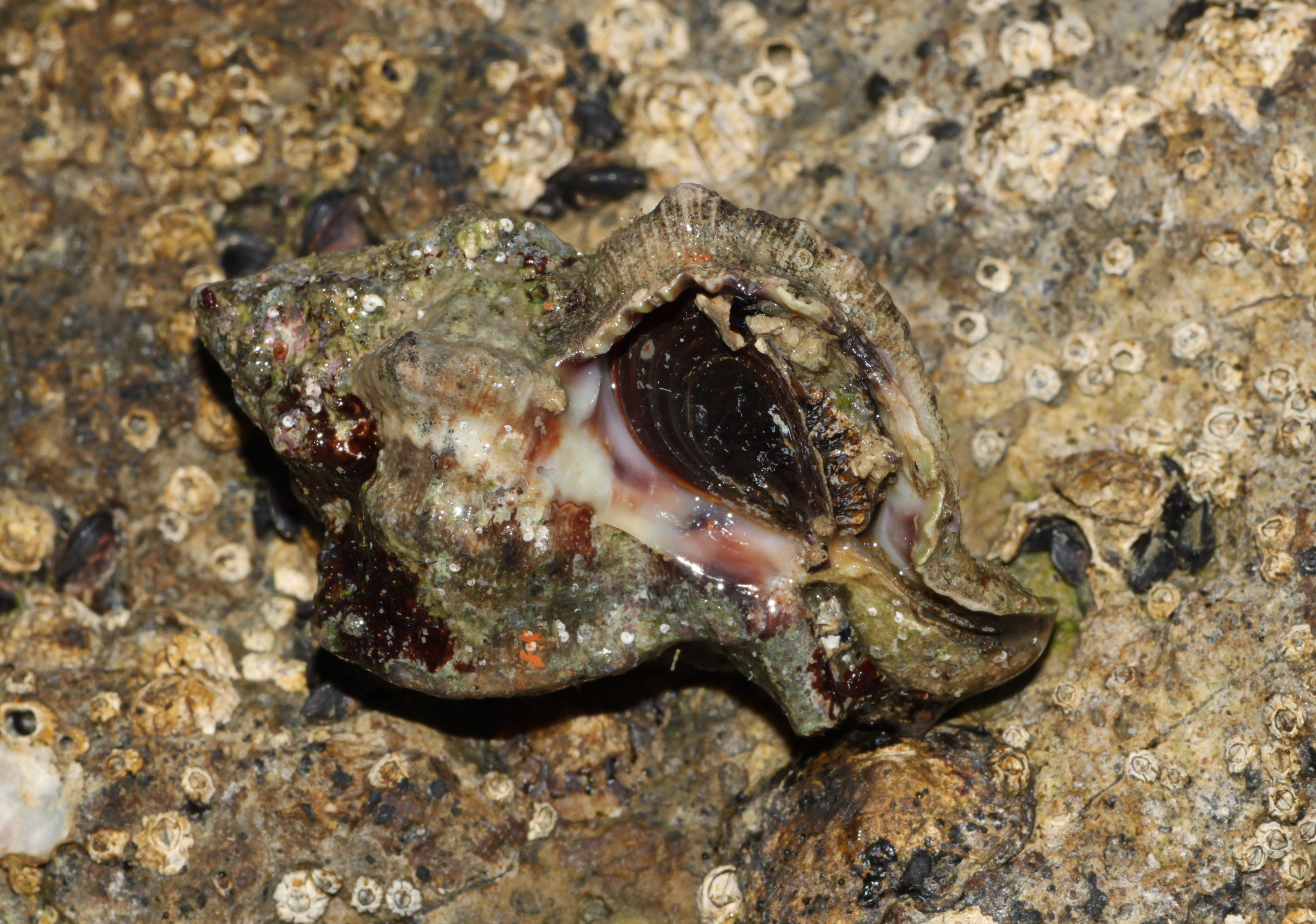
in situ.
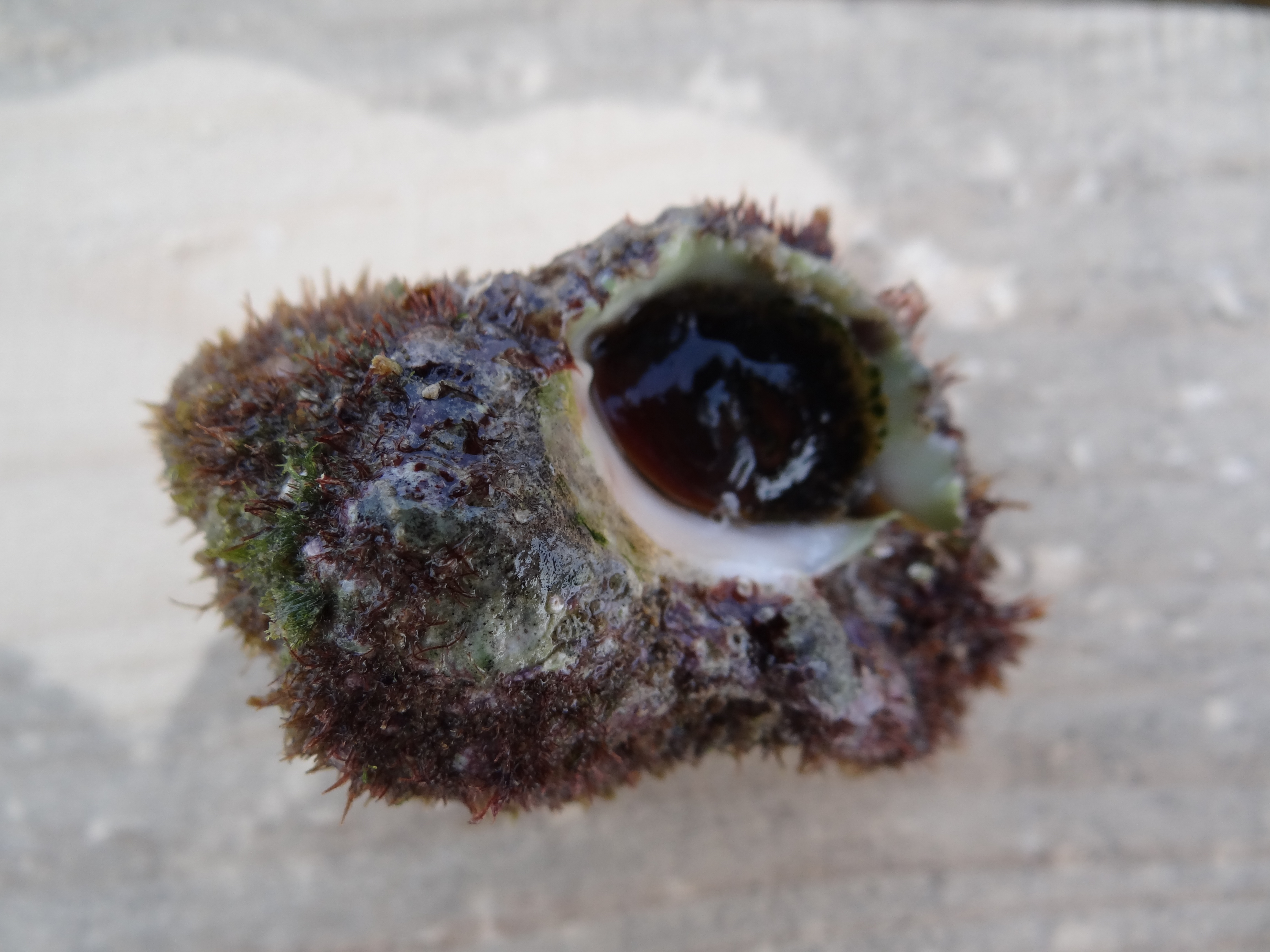
Animal encore vivant.
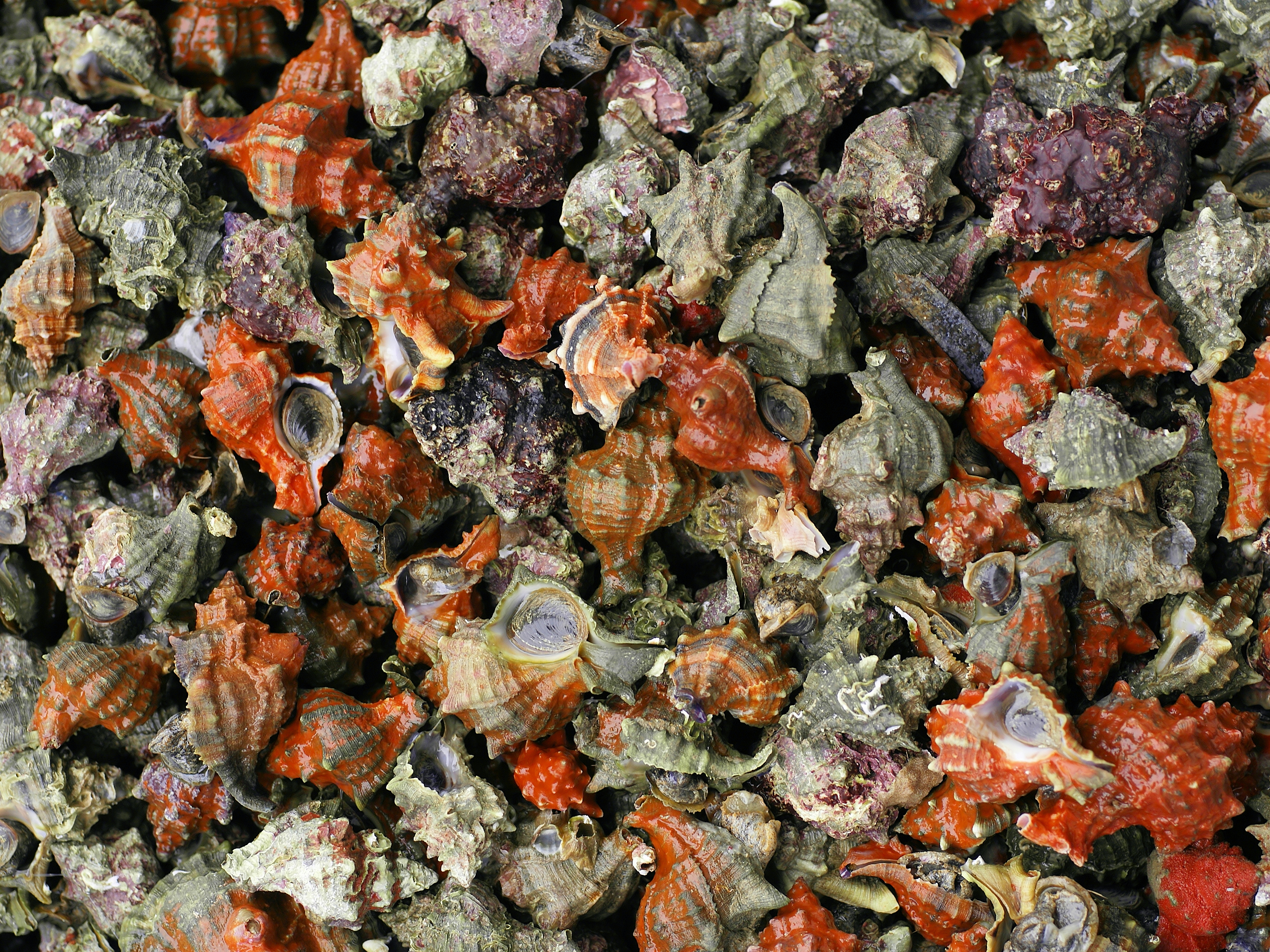
Coquillages en vente sur l'étal d'un marché en Espagne.
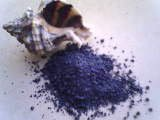
Pigment obtenu à partir d'Hexaplex trunculus.
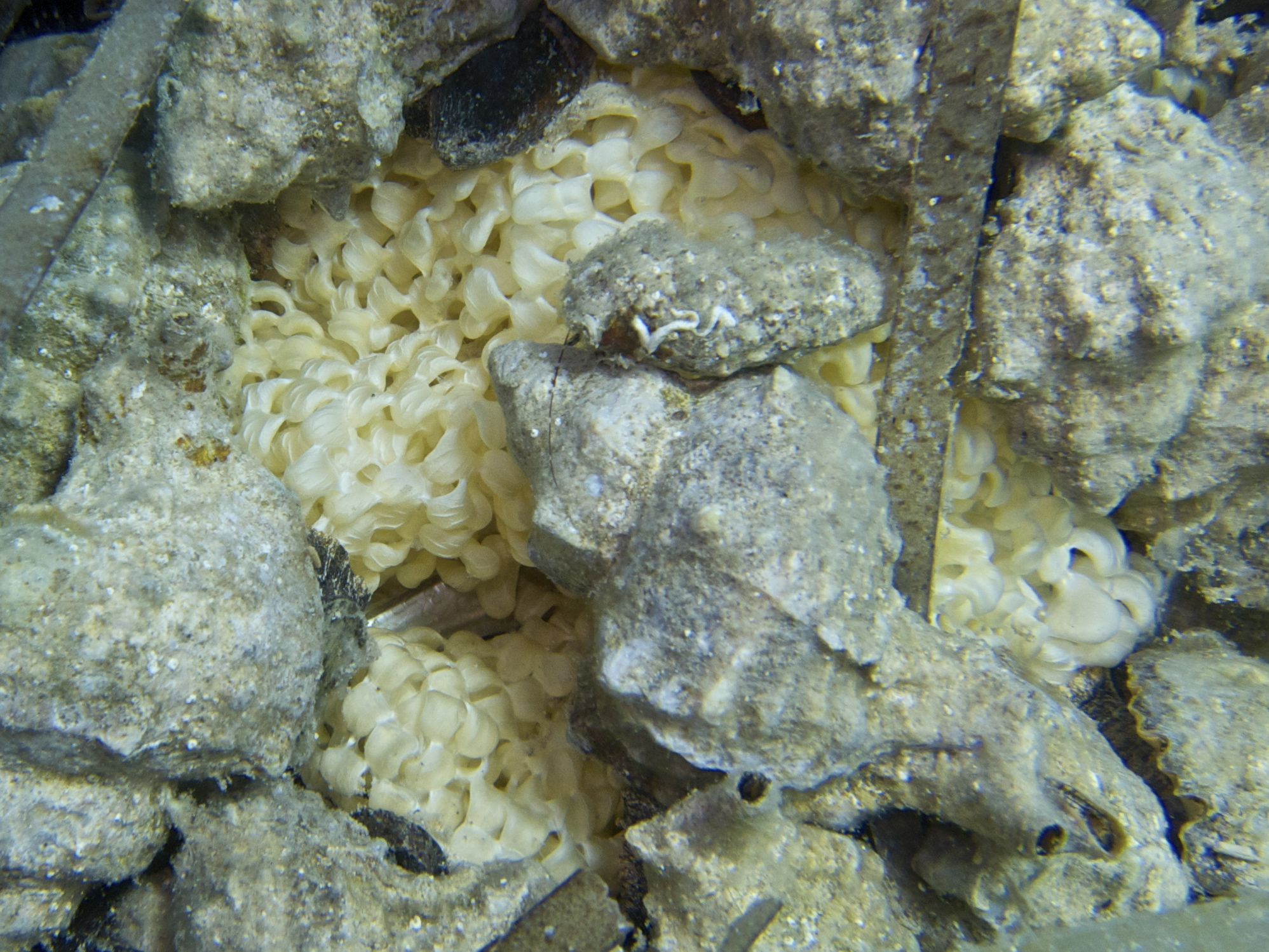
Œufs d'Hexaplex trunculus.

## Synonymes
- Murex trunculus Linnaeus, 1758
- Phyllonotus trunculus (Linnaeus, 1758)
- Trunculariopsis trunculus (Linnaeus, 1758)
- etc.